# الحد من استخدام السموم
الحد من استخدام السموم هو نهج لمنع التلوث يهدف إلى ويضبط الحد من الاستخدام المسبق للمواد السامة. ويؤكد نهج الحد من استخدام السموم على الجوانب الوقائية للحد من المصدر، ولكن نظرًا لتركيزه على المدخلات الكيميائية السامة، فقد تمت معارضته بشدة من قبل مصنعي المواد الكيميائية.
في الولايات المتحدة، وضعت برامج للحد من استخدام السموم من قبل بعض المجالس التشريعية للولايات خلال أوائل التسعينيات من القرن العشرين، بما في ذلك في ماساشوستس ونيوجيرسي و أوريغون. تشمل عناصر البرنامج الإبلاغ الإلزامي عن استخدام المواد الكيميائية السامة ومتطلبات التخطيط للحد من الاستخدام، فضلاً عن الأبحاث والمساعدة التقنية. في منتصف التسعينيات من القرن الماضي، اعتبرت وكالة حماية البيئة الأمريكية الإبلاغ عن استخدام المواد السامة أو المواد المعتبرة كذلك كامتداد لحق معرفة الجمهور باستخدام المواد الكيميائية السامة. وأصدرت الوكالة إشعارًا مسبقًا بالقواعد المقترحة في عام 1996, بالرغم من أن الإبلاغ عن استخدام السموم لم يتخذ.
في أوروبا، يمكن أن تتم ملاحظة مراعاة الحد من استخدام السموم في الإطار التنظيمي الجديد للاتحاد الأوروبي(المعتمد عام 2003)  من أجل تسجيل وتقييم وترخيص وتقييد المواد الكيميائية (REACH).

## وصلات خارجية
- Massachusetts Toxics Use Reduction Institute
- Oregon DEQ Toxics Use/Waste Reduction Assistance Program
- New Jersey Pollution Prevention Act and technical assistance program